# 秘鲁共产党（马列）
秘鲁共产党（马列）（西班牙語：Partido Comunista del Perú (marxista-leninista)，缩写为PCdelP(m-l)）是秘鲁的一个共产主义政党。它于1964年1月由秘鲁共产党亲华派成立，当时取名为秘鲁共产党—红旗。该党的领导人包括萨图尔尼诺·帕雷德斯、何塞·索托马约尔和阿维马埃尔·古斯曼。1969年，该党相继分裂出秘鲁共产党—红色祖国和秘鲁共产党 (光辉道路)。该党先是奉行毛主义，中阿决裂后转而奉行霍查主义，并承认阿尔巴尼亚劳动党为国际共产主义运动的领导者。2019年7月，该党参加由马列主义政党和组织国际会议 (团结和斗争)举办的拉美和加勒比马列主义政党和组织会议，并签署政治宣言。该党出版刊物《红旗》。